# John McFee
John McFee (nasceu em 18 de novembro de 1950) é um cantor, compositor e guitarrista  estadunidense.

## Biografia
John McFee começou a tocar steel guitar no álbum Tupelo Honey de Van Morrison e também trabalhou com Elvis Costello no disco My Aim is True, mas é mais conhecido pelo seu trabalho junto com banda The Doobie Brothers.
McFree entrou para os Doobies em 1979, substituído o guitarrista Jeff "Skunk" Baxter. Estreou  no nono disco do grupo, One Step Closer, e foi o co-autor na faixa instrumental "South Bay Strut" e na "One Step Closer" (parceria com o baterista Keith Knudsen).
Depois da dissolução dos Doobies em 1982, McFee e Knudsen formaram o grupo country-rock Southern Pacific do qual incluía o baixista Stu Cook, ex-Creedence Clearwater Revival.  McFee e Knudsen, mesmo ainda no Southern Pacific, escreveram com Bobby LaKind a canção "Time Is Here And Gone" para o álbum Cycles dos Doobies, lançado em 1989.
Em 1993, McFee e Keith voltaram para os Doobie Brothers. O álbum de estúdio Sibling Rivalry, lançado em 2000, teve McFree cantando a canção "Angels of Madness".
A parceria de John McFee com Keith Knudsen terminou tristemente com a morte do baterista de pneumonia em 2005.
John e sua esposa, Marcy, vivem próximo a Santa Bárbara, Califórnia.

## Discografia

### com The Doobie Brothers
- One Step Closer (1980)
- Farewell Tour (ao vivo) (1983)
- Rockin' Down the Highway: The Wildlife Concert (ao vivo) (1996)
- Best of the Doobie Brothers Live (ao vivo) (1999)
- Sibling Rivalry (2000)
- Live at Wolf Trap (ao vivo) (2004)

### com Southern Pacific
- Southern Pacific (1985)
- Killbilly Hill (1986)
- Zuma (1988)
- County Line (1990)
- Greatest Hits (1991)